# Tomás González
Enrique Tomás González Sepúlveda, meglio conosciuto come Tomás González (Santiago del Cile, 22 novembre 1985), è un ginnasta cileno.
Il primo sportivo ad ottenere una medaglia per il Cile ai giochi panamericani e ai campionati mondiali. Con la sua partecipazione all'Olimpiade di Londra 2012 è entrato nella storia, diventando il primo cileno a partecipare alle gare di ginnastica dei giochi olimpici e a qualificarsi per la finale.

## Biografia
Figlio di due ginnasti, Enrique González e Marcela Sepúlveda, completa i suoi studi a Las Condes prima di iscriversi presso l'Università Finis Terrae.
È dichiaratamente gay.

## Carriera
Specializzatosi nel volteggio e nel corpo libero inizia la notorietà nel suo Paese quando vince la medaglia di bronzo alla World Cup di La Serena nel 2004.

Dopo aver vinto nel volteggio la medaglia di bronzo alla World Cup di Mosca nel 2006, trionfa ai 
giochi panamericani dell'anno seguente a Rio de Janeiro, dove conquista la medaglia d'argento al volteggio e quella di bronzo al corpo libero diventando, così, il primo ginnasta cileno a figurare nel medagliere dei giochi panamericani.
Il 2007 gli porta anche la sua prima medaglia d'oro, aggiudicata nel corpo libero con un punteggio di 15.800, alla World Cup di Glasgow.
Nel 2008 alla World Cup in memoria di Joaquín Blume disputata a Barcellona conquista la sua 13 qualificazione in una finale di World Cup e conquista la sua sesta medaglia: l'argento nel volteggio.

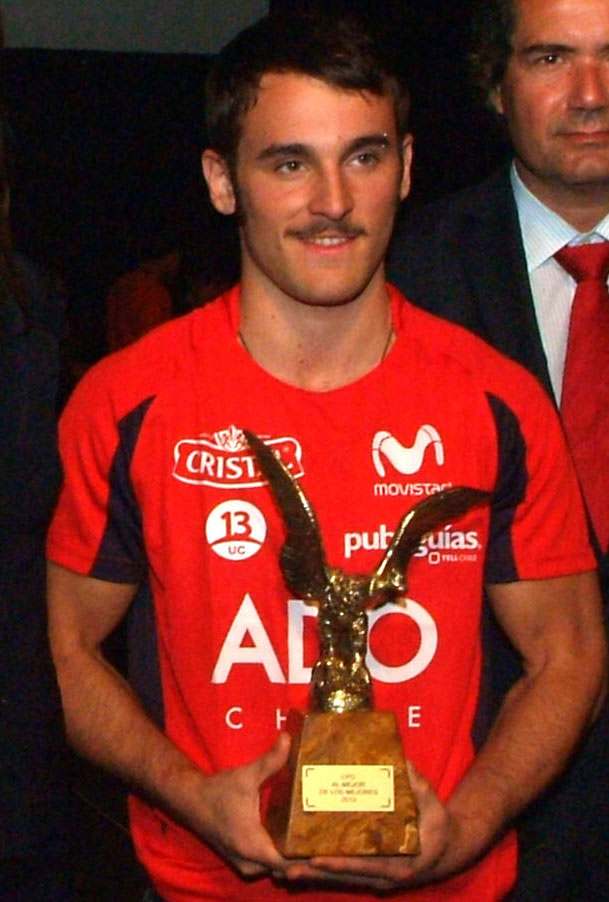
Tomás González alla premiazione come miglior sportivo cileno nel 2010

Nel 2009 riesce a migliorare i suoi volteggi compiendo salti Yurchenko e si presenta ai campionati mondiali di Londra raggiungendo la finale e classificandosi settimo, diventando un possibile candidato alla rappresentazione del Cile alle Olimpiadi del 2012.

Dopo la sua partecipazione ai mondiali, alcuni problemi con la Federación de Gimnasia metteranno a rischio la sua partecipazione alla World Cup di Stoccarda a cui prenderà parte conquistando l'argento al corpo libero; l'anno successivo sarà bronzo.
Di nuovo a Glasgow nel 2010, vincerà l'oro nel volteggio superando il britannico Theo Seager e l'olandese Jeffrey Wammes, nel medesimo evento si aggiudicherà al corpo libero il secondo posto.

L'anno si concluderà con il ricevimento del "Cóndor de Oro", un premio assegnato al miglior sportivo cileno dai giornalisti del settore.
Nell'aprile del 2011, dopo i due ori alla World Cup di Parigi, raggiunge la prima posizione della classifica stilata dalla FIG.
Nel medesimo anno, oltre ad aver conquistato sei medaglie nei X Campionati Sudamericani di ginnastica artistica, compete ai giochi panamericani di Guardalajara vincendo la medaglia d'argento sia nel volteggio che nel corpo libero e quella di bronzo nel concorso completo individuale.
Classificatosi per i giochi olimpici di Londra in gennaio; in aprile, alla World Cup di Osijek, conquista l'oro nel volteggio.

Nella giornata di qualificazione ai singoli eventi dei giochi olimpici di Londra, González conquista le finali negli eventi a lui più congeniali (volteggio e corpo libero). Nelle due rispettive finali si classificherà al quarto posto.
Nel 2019, a 33 anni, conquista la prima medaglia d'oro ai Giochi panamericani di Lima, dopo i 3 argenti e 2 bronzi ottenuti nelle edizioni 2007 e 2011.